# Franz Horadam

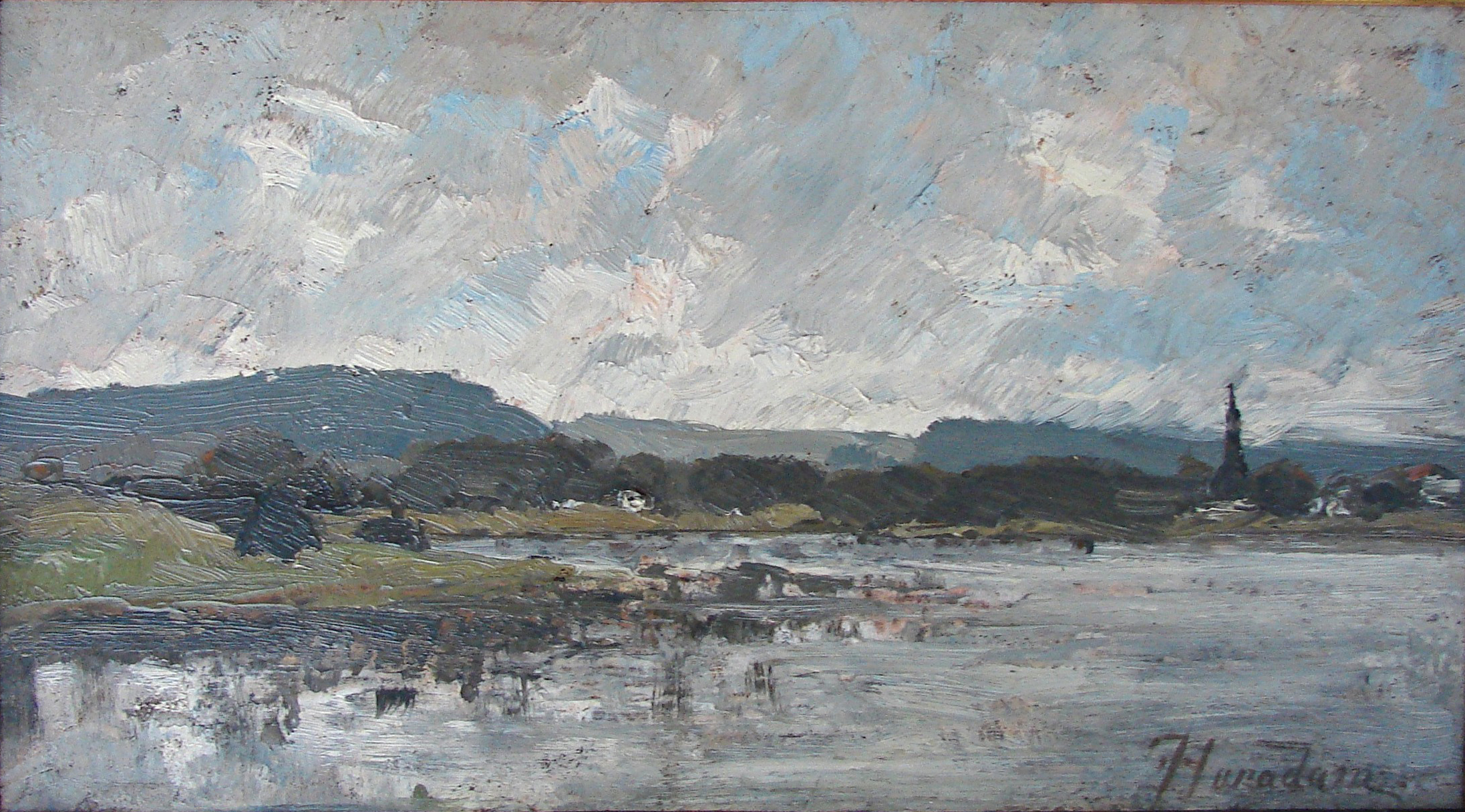
Landschaft

Franz Horadam (* 7. Dezember 1846 in Bamberg; † 1925 in München) war ein deutscher Landschaftsmaler.
Franz Horadam stammte aus einer alten Offiziersfamilie. Er wählte zunächst eine Offizierslaufbahn in der Bayerischen Armee und nahm 1866 am Krieg gegen Preußen sowie 1870/71 am Krieg gegen Frankreich teil. Als Premierleutnant nahm er seinen Abschied.
Horadam studierte seit 1876 an der Großherzoglich Badischen Kunstschule Karlsruhe bei Ferdinand Keller und setzte sein Studium an der Großherzoglich-Sächsischen Kunstschule Weimar bei Theodor Hagen fort. Nach dem Studium ließ er sich in München nieder.
Horadam begleitete Wilhelm Trübner im Schweizer Seon und wurde von seiner Malerei beeinflusst.
Seine Werke stellte er im Münchner Glaspalast seit 1883 aus.